# 贝朗库尔勒科鲁瓦
贝朗库尔勒科鲁瓦（法語：Berlencourt-le-Cauroy，法語發音：[bɛʁlɑ̃kuʁ lə koʁwa]）是法国上法蘭西大區加来海峡省的一个市镇，属于阿拉斯区。

## 地理
贝朗库尔勒科鲁瓦（50°16'53"N, 2°25'33"E）面积7.48 平方千米，位于法国上法蘭西大區加来海峡省，该省份为法国北部沿海省份，西北濒北海，南至索姆省，东临北部省。
与贝朗库尔勒科鲁瓦接壤的市镇（或旧市镇、城区）包括：萨尔勒布瓦、利安库尔、康什河畔马尼库尔、叙圣莱热、博德里库尔、德尼耶、埃斯特雷瓦曼、大吕勒库尔。

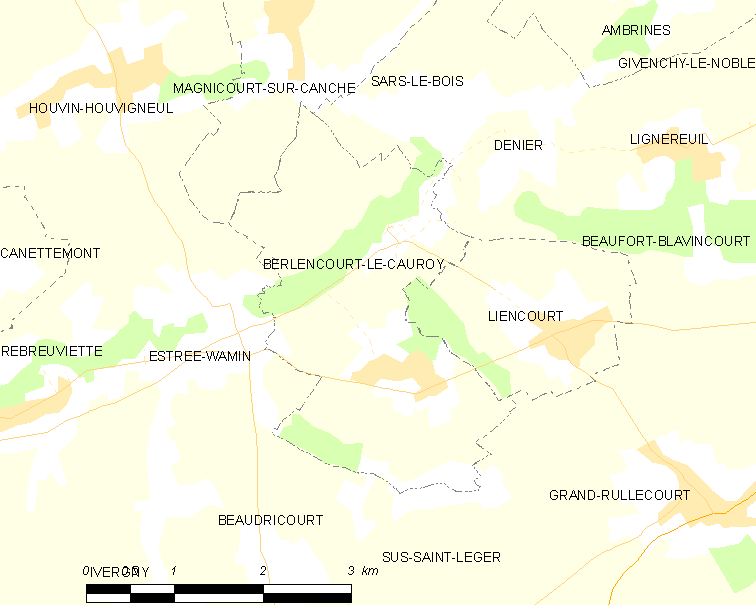
贝朗库尔勒科鲁瓦的OSM定位图

贝朗库尔勒科鲁瓦的时区为UTC+01:00、UTC+02:00（夏令时）。

## 行政
贝朗库尔勒科鲁瓦的邮政编码为62810，INSEE市镇编码为62111。

## 政治
贝朗库尔勒科鲁瓦所属的省级选区为阿韦讷勒孔特县。

## 人口

1962-2008年间贝朗库尔勒科鲁瓦人口变化图示

贝朗库尔勒科鲁瓦于2022年1月1日时的人口数量为273人。